# Paul Douglas
Paul Howard Douglas (Salem, 26 de marzo de 1892 - Washington D. C. 24 de septiembre de 1976) fue un economista y político estadounidense.

## Datos biográficos
Vivió varios años de su infancia y adolescencia en Maine, al lado de su hermano y de la segunda esposa de su padre, debido a que perdió a su madre a muy corta edad y luego su padre fue protagonista de maltrato doméstico y tras una sentencia de divorcio, la familia se apartó de él.
Paul Douglas obtuvo su licenciatura del Bowdoin College en 1913. En la Universidad de Columbia obtuvo su maestría en 1915 y su doctorado en Economía en 1921. Además entre 1915 y 1916 había estudiado Ciencias Económicas en la Universidad de Harvard.
Fue profesor de la Universidad de Illinois entre 1916 y 1917 y el año siguiente, del Oregon's Reed College, en Seattle. Hasta 1919 sirvió como mediador de conflictos laborales en Pensilvania, en la Emergency Fleet Corporation. Luego fue profesor de la Universidad de Washington y a partir de 1920 profesor de la Universidad de Chicago, donde trabajó hasta 1942 y entre 1945 y 1949. En 1921, conoció a la reformadora social Jane Addams y partir de allí desarrolló actividades políticas, abogando al comienzo por la necesidad de un nuevo partido político. En 1928, junto con el matemático Charles Cobb, formularon la función de producción Cobb-Douglas.
En 1915, contrajo matrimonio con Dorothy Wolff, también doctorada de Columbia, con quien estuvo casado hasta 1930. En 1931 se casó con Emily Taft Douglas, activista política que fue representante a la Cámara entre 1945 y 1947.
En 1939 Douglas fue elegido como integrante del Concejo de Chicago. En 1942 se unió a la Marina y combatió en la II Guerra Mundial, durante la cual fue condecorado por su desempeño en las batallas de  Peleliu y Okinawa. 
En 1948 fue elegido al Senado de Estados Unidos por el Partido Demócrata y se desempeñó como senador por Illinois desde 1949 hasta 1966. En 1967 y 1968 fue miembro del Comité presidencial de Asuntos Urbanos. Fue colaborador de varias publicaciones como American Economic Review, The New Republic, The Atlantic Monthly y New York Times.

## Obras
- The Worker in Modern Economic Society (1923),
- Wages and the Family (1925),
- Real Wages in the United States, 1890-1926 (1930),
- The Problem of Unemployment (1931),
- The Making of a New Party (1932),
- Standards of Unemployment Insurance (1933),
- The Theory of Wages (1934),
- Controlling Depressions (1935),
- Social Security in the United States (1936),
- Ethics in Government (1952),
- Economy in the National Government (1952),
- In Our Time (1967),
- In the Fullness of Time (1971). Autobiografía